# Jochen Gebauer
Jochen E. Gebauer (* 1981 in Heilbronn) ist ein deutscher Sozial- und Persönlichkeitspsychologe. Gebauer ist Professor für Kulturvergleichende Sozial- und Persönlichkeitspsychologie an der Universität Mannheim und Professor für Sozial- und Persönlichkeitspsychologie an der Universität Kopenhagen.

## Werdegang
Gebauer studierte ab 2002 an der Universität Tübingen im Diplomstudiengang Psychologie, promovierte ab 2005 an der Cardiff University (Vereinigtes Königreich) im Fachbereich Sozialpsychologie, war ab 2008 Postdoctoral Research and Teaching Fellow an der University of Southampton (Vereinigtes Königreich) und habilitierte ab 2010 an der Humboldt-Universität zu Berlin im Fachbereich Persönlichkeitspsychologie.
Er leitete die Emmy-Noether-Gruppe “Sociocultural Motives Perspective on Personality” an der Universität Mannheim von 2014 bis 2017. Ab 2017 ist er an der Universität Mannheim Professor für Kulturvergleichende Sozial- und Persönlichkeitspsychologie, was für 5 Jahre über die eingeworbenen Drittmittel als Heisenberg-Professur finanziert wurde. Seit 2018 hat er zusätzlich eine Professur an der Universität Kopenhagen.
Gebauer ist verheiratet und hat einen Sohn.

## Forschungsschwerpunkte
Der Schwerpunkt von Gebauer's Forschung liegt in der Selbstkonzeptforschung. Er beschäftigt sich dabei mit den Themen Big Two der Persönlichkeit (Agency und Communion), Selbstwert, Narzissmus, Religiosität sowie sozialer Einbindung und Selbstaufwertung.
Mediale Aufmerksamkeit erlangte Gebauer unter anderem mit seinen Forschungsergebnissen zum Zusammenhang von Yoga und Selbstüberschätzung. Diese Selbstüberschätzung soll die Glücksgefühlen beim Yoga auslösen und nicht ein realistischeres Selbstbild, wie es die Yogaphilosophie annimmt.

## Auszeichnungen und Ehrungen
- Charlotte- und Karl-Bühler-Preis (2020)[5]
- Outstanding Early Career Award der International Society for Self and Identity (2019)
- William-Stern-Preis verliehen von der Deutschen Gesellschaft für Psychologie (2015)
- Sage Young Scholar Awards verliehen von der Society for Personality and Social Psychology (2014)
- Early Achievement Award verliehen von der European Association of Personality Psychology (2014)

## Veröffentlichungen (Auswahl)
- Jennifer Eck, Jochen E. Gebauer: A sociocultural norm perspective on Big Five prediction. In: Journal of Personality and Social Psychology. Band 122, Nr. 3, März 2022, ISSN 1939-1315, S. 554–575, doi:10.1037/pspp0000387.
- Jana B. Berkessel, Jochen E. Gebauer, Mohsen Joshanloo, Wiebke Bleidorn, Peter J. Rentfrow, Jeff Potter, Samuel D. Gosling: National religiosity eases the psychological burden of poverty. In: Proceedings of the National Academy of Sciences. Band 118, Nr. 39, 28. September 2021, ISSN 0027-8424, doi:10.1073/pnas.2103913118, PMID 34544863, PMC 8488579 (freier Volltext).
- Constantine Sedikides, Jochen E Gebauer: Do religious people self-enhance? In: Current Opinion in Psychology (= Religion). Band 40, 1. August 2021, ISSN 2352-250X, S. 29–33, doi:10.1016/j.copsyc.2020.08.002.
- Jochen E. Gebauer, Andreas D. Nehrlich, Dagmar Stahlberg, Constantine Sedikides, Anke Hackenschmidt, Doreen Schick, Clara A. Stegmaier, Cara C. Windfelder, Anna Bruk, Johannes Mander: Mind-Body Practices and the Self: Yoga and Meditation Do Not Quiet the Ego but Instead Boost Self-Enhancement. In: Psychological Science. Band 29, Nr. 8, August 2018, ISSN 0956-7976, S. 1299–1308, doi:10.1177/0956797618764621.
- Wiebke Bleidorn, Ruben C. Arslan, Jaap J. A. Denissen, Peter J. Rentfrow, Jochen E. Gebauer, Jeff Potter, Samuel D. Gosling: Age and gender differences in self-esteem—A cross-cultural window. In: Journal of Personality and Social Psychology. Band 111, Nr. 3, September 2016, ISSN 1939-1315, S. 396–410, doi:10.1037/pspp0000078.
- Jochen E. Gebauer, Constantine Sedikides, Bas Verplanken, Gregory R. Maio: Communal narcissism. In: Journal of Personality and Social Psychology. Band 103, Nr. 5, 2012, ISSN 1939-1315, S. 854–878, doi:10.1037/a0029629.
- Jochen E. Gebauer: Relationship between self-esteem and psychological health. PhD Thesis, Cardiff University. 2008 (cardiff.ac.uk [abgerufen am 25. Februar 2024]).